# Сенгор, Леопольд Седар
Леопольд Седар Сенгор (фр. Léopold Sédar Senghor; 9 октября 1906, Жоаль, Сенегал — 20 декабря 2001, Нормандия, Франция) — французский и сенегальский политик, поэт и философ. Первый президент Сенегала (1960—1980), президент Федерации Мали, объединявшей современные Сенегал и Мали (1960), член ряда правительств Четвёртой французской республики. Один из ведущих африканских интеллектуалов XX века, деятель панафриканизма и правого крыла международной социал-демократии. Наряду с мартиникским поэтом и политиком Эме Сезером Сенгор является одним из разработчиков теории негритюда (африканского духа) — направления африканской философии, обосновывающего исключительность исторических судеб африканских наций.

## Биография

### Ранние годы
Леопольд Седар Сенгор родился 9 октября 1906 года в семье бизнесмена в небольшом городе Жоаль, расположенном на побережье Сенегала к югу от Дакара. Его отец происходил из сенегальского племени серер; их род отводится к правителю государства Син XIII века Тукуре Бадиару. Второе имя Леопольда Сенгора (Седар) на языке племени означает «тот, кто не должен быть унижен», фамилия происходит от португальского слова «сеньор».

### Франция
В 1928 году начались «16 лет странствий» — Сенгор, получив католическое образование в Сенегале, уехал во Францию, где поступил в Сорбонну, а затем изучал лингвистику и культурологию с Марселем Моссом и Марселем Коэном в Практической школе высших исследований. Получив высшее образование, первым из африканцев получил учёную степень агреже по классической филологии и французской лингвистике и занялся преподавательской деятельностью.
В 1935 году Леопольд Сенгор, Эме Сезер и Леон-Гонтран Дамас издали первый номер литературного журнала «Чернокожий студент» (фр. L'Étudiant Noir), в котором они впервые изложили основы негритюда — литературного и идеологического движения французских чернокожих интеллектуалов, отвергавших доминирование европейской традиции в политической, социальной и моральной сферах. В 1947 году Сенгор перешёл в культурологический журнал «Презанс африкен» («Presence Africaine»), ставший новым рупором негритюда.
Будучи призван в чине рядового, во время Второй мировой войны с 1939 года служил во французской армии. После оккупации Франции гитлеровскими войсками был схвачен в Ла-Шарите-сюр-Луаре и с 1940 по 1942 год находился в немецком плену, едва избежав расстрела. В лагерях для военнопленных много занимался составлением стихов. Отпущенный по состоянию здоровья, участвовал в Движении Сопротивления.
После войны был избран деканом факультета лингвистики (африканских языков и цивилизации) Национальной школы заморских владений Франции (1944—1958), служил на государственных должностях во Франции, был депутатом Учредительного и Национальных собраний (1945—1958), в том числе вице-спикером Национального собрания страны.
9 сентября 1946 года женился на своей первой супруге Жинетт Эбуэ, дочери Феликса Эбуэ, с которой развёлся в 1955 году.
Покинув африканскую секцию СФИО (в которой состоял с 1936 года), в 1948 году вместе с Мамаду Диа основал Демократический блок Сенегала, преобразованный в 1959 году в Прогрессивный союз Сенегала.
После победы новой партии на выборах и переизбрания в 1951 году Сенгор был государственным секретарём (статс-секретарём) в правительстве Эдгара Фора (с 1 марта 1955 по 1 февраля 1956 года), мэром Тиеса (1956—1959) и министром-советником по вопросам культуры, образования и правосудия в правительстве Мишеля Дебре (с 23 июля 1959 по 19 мая 1961 года). Он также участвовал в комиссии, разрабатывавшей конституцию Пятой французской республики, и заседал в Парламентской ассамблее Совета Европы.
С 4 апреля 1959 по 20 августа 1960 года — председатель Федеральной ассамблеи Федерации Мали.

### Глава государства
20 августа 1960 года Сенегал был провозглашён республикой в составе Французского Сообщества. В сентябре 1960 года Леопольд Сенгор стал первым президентом получившего независимость Сенегала. 17 декабря 1962 года в результате разногласий между сенегальскими лидерами в стране произошёл государственный переворот, завершившийся арестом Председателя Совета министров Мамаду Диа и его сторонников, обвинявшихся в нарушении конституции. После отстранения обвинённого в попытке переворота премьер-министра Мамаду Диа Сенгор в 1962—1970 годах одновременно являлся главой правительства. 22 марта 1967 года пережил покушение Мустафы Ло на свою жизнь: оружие покушавшегося дало осечку, и он был казнён.
В ходе референдума 3 марта 1963 года была принята новая конституция, по которой Сенегал стал президентской республикой c однопартийной системой; президентом остался Сенгор (переизбирался на этот пост 5 раз). К 1966 году Сенегал оформился как однопартийное государство, управляемое Прогрессивным союзом Сенегала (в 1976 году переименованным в Социалистическую партию Сенегала). Хотя президент Сенгор пользовался значительным авторитетом как внутри страны, так и за её пределами, его правление не было лишено неурядиц: так, при его правительстве в связи с неоправдавшимися расчётами в отношении притока иностранного капитала по мере ухудшения положения населения в стране росло движение протеста. Случались забастовки, в 1968—1969 годах прошли студенческие волнения, и в конце 1971 года власти ввели режим чрезвычайного положения.
Лишь ближе к концу своего президентства, в 1974 году, Сенгор позволил Абдулаю Ваду учредить Сенегальскую демократическая партию, после чего в 1976 году был принят закон, разрешавший функционирование трёх политических партий: социал-демократической, либерально-демократической и марксистско-ленинской. Начиная с выборов 1978 года, оппозиция была представлена в парламенте, однако Сенгор покинул свой пост по окончании пятого президентского срока в декабре 1980 года (его преемником стал Абду Диуф). Считается, что он был первым лидером африканского государства, добровольно оставившим президентское кресло. Возглавляемая им Социалистическая партия Сенегала оставалась при власти до 2000 года.

### После президентства: Академия и Социнтерн
В 1983 году избран членом Французской академии; стал первым африканцем, избранным в академики. На церемонии приёма его в академию присутствовал сам президент Франции Франсуа Миттеран. После его смерти его кресло в Академии занял экс-президент Франции Валери Жискар д’Эстен.
Был вице-президентом, а затем почётным председателем Социнтерна. Кроме того, он в 1976 году на встрече в Женеве группы африканских социал-демократов из Социалистического интернационала инициировал создание «Африканского Социнтерна» — Лиги африканских демократических социалистических партий. Учредительный конгресс состоялся 26-28 февраля 1981 года в городе Тунис. Председателем организации был избран сам Сенгор, а почётным председателем — тунисский президент Хабиб Бургиба.
Скончался 20 декабря 2001 года в возрасте 95 лет во Франции, где провёл последние годы жизни.

## Творчество

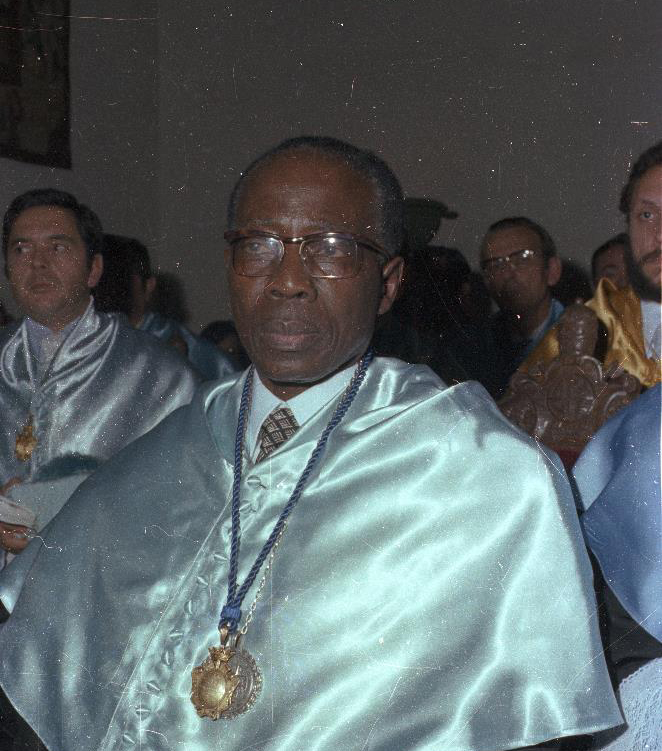
Сенгор, получивший почётную степень Университета Саламанки

Является автором стихов, посвящённых в основном судьбам Африки и её народов. Сборники стихов Сенгора (в том числе «Песни в сумраке» и «Песни для Наэтт») впервые изданы в 40-е годы XX века. Опыт участия Сенгора в борьбе с нацизмом нашёл своё отражение в поэтическом цикле «Чёрные жертвы» (1948). В поэзии Сенгора традиции современной ему французской поэзии сочетались с элементами африканского фольклора. Он часто обращался к тематике истории африканских народов; например, посвятил известному правителю зулусов, воителю Чаке одноимённую поэму (1949). В 1948 году Сенгор также выпустил под своей редакцией «Антологию новой негритянской и мальгашской поэзии» (Antologie de la nouvelle poésie nègre et malgache) с предисловием Жана-Поля Сартра. Многократно номинировался на Нобелевскую премию по литературе.
Философские идеи Сенгора сформировались под влиянием антииндустриалистских веяний 1930-х годов, трудов католических мыслителей Эммануэля Мунье и Пьера Тейяра де Шардена, а также раннего Маркса, Уильяма Дюбуа, Клода Маккея и Лэнгстона Хьюза. Выводя африканскую цивилизацию прямиком из Древнего Египта, Сенгор считал и Африку, и Европу частью одного и того же культурного континуума, однако различие лежит в психосоциальной плоскости — между «негро-африканской» личностью, ориентированной на эмоции и интуицию, и «эллинско-европейской», ориентированной на разум и рациональность.
По Сенгору, основная форма отношения африканца к миру — это не познание или завоевание, а аффективная сопричастность. На основе этого им формировались концепции африканского социализма, коллективности и солидарности. Хотя Сенгор был в большей степени реформистом, чем более левые сторонники африканского социализма вроде Джулиуса Ньерере, у них было много общего. Все они, считая, что присущие традиционной общине механизмы распределения и коллективного труда носят солидаристскую природу, надеялись на основе таких отношений найти уникальный, специфический для Африки, путь к современному некапиталистическому обществу, исключив классовые конфликты и эксплуатацию. Исходя из этих предпосылок, Сенгор также пытался показать особый солидаристский характер африканской демократии, государства и партии. В книге «Африканские страны и путь Африки к социализму» (Nations et Voie Africaine du Socialisme, 1961) призывал строить социализм в Африке на основе использования достижений современной науки и техники.

## Память
- В честь Леопольда Сенгора назван самый большой стадион в Сенегале, а также международный аэропорт Дакара.
- В 2006 году в Молдове, в 2007 году в Албании были выпущены почтовые марки, посвящённые Сенгору.
- В 2006 году в честь Леопольда Седара Сенгора был переименован мост Сольферино в Париже

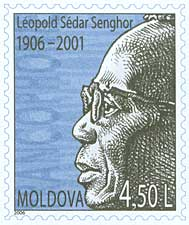
Почтовая марка Молдовы, 2006 год
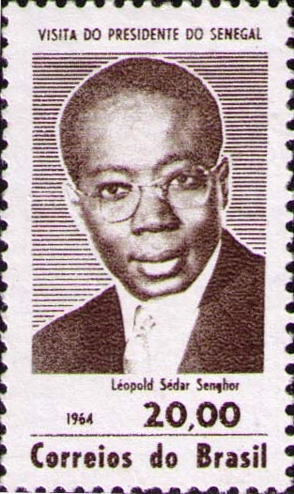
Почтовая марка Бразилии, 1964 год

## Награды
- Кавалер Большого Креста ордена Почётного легиона и Большого Креста ордена За заслуги (Франция).
- Командор ордена искусств и литературы и ордена Академических пальм.
- Крест Добровольцев (Франция), памятная медаль войны 1939—1945 (Франция).

## Труды Сенгора
- Prière aux masques (ок. 1935 — опубликованы в сборнике сочинений в 1940-х).
- Chants d’ombre (1945)
- Hosties noires (1948)
- Anthologie de la nouvelle poésie nègre et malgache (1948)
- La Belle Histoire de Leuk-le-Lièvre (1953)
- Éthiopiques (1956)
- Nocturnes (1961)
- Nation et voie africaine du socialisme (1961)
- Pierre Teilhard de Chardin et la politique africaine (1962)
- Poèmes (1964).
- Lettres de d’hivernage (1973)
- Élégies majeures (1979)
- La Poésie de l’action: conversation avec Mohamed Aziza (1980)
- Ce que je crois (1988)

Переводы на русский:
- Песнь ночи и солнца, (послесловие М. Малышева), М., 1965
- Избранная лирика, (предисловие М. Ваксмахера), М., 1969.